# Joanna Quinn
Joanna Lisa Quinn és una directora de cinema i animadora independent anglesa.

## Primers anys
Quinn va néixer a Birmingham, Anglaterra i va créixer al North London. Va anar a l'escola a Highgate Wood Secondary School i va completar un curs bàsic d'art al Goldsmiths College, Universitat de Londres abans d'estudiar una llicenciatura en Disseny gràfic a la Middlesex University.

## Carrera
La primera pel·lícula de Quinn Girls Night Out es va completar el 1987 i va guanyar tres premis al Festival de Cinema d'Annecy.Aquesta pel·lícula presenta el personatge antiheroïna de Beryl i segueix les seves travessies quan va a veure un stripper. Beryl va aparèixer a la següent pel·lícula de Quinn Body Beautiful (1990) en la qual és la representant del sindicat de fàbrica que tracta amb un company de treball masclista anomenat Vince, amb la veu de Rob Brydon. A Dreams and Desires - Family Ties (2006), Beryl s'obsessiona amb la realització de pel·lícules i se li demana que enregistri el casament d'un amic. Affairs of the Art va ser escrit i produït per Les Mills i amb la veu de Brendan Charleson i Menna Trussler com a Beryl. Es va estrenar el gener de 2021 i va guanyar la millor animació a la seva estrena mundial al Festival de curtmetratges de Clermont-Ferrand. Beryl està totalment obsessionada amb el dibuix i la seva fixació domina la seva vida a tota la llar.
Les altres pel·lícules de Quinn són Elles (1992), Britannia (1993), amb el talent de veu de Christine Pritchard i música de Ben Heneghan i Ian Lawson, Famous Fred (1996) — amb talent de veu de Lenny Henry i Tom Courtenay — i Wife of Bath (1998) — amb talent de veu de Billie Whitelaw,  Liz Smith i David Troughton.
El 1987 Quinn va fundar Beryl Productions International Ltd amb el productor/escriptor Les Mills. A més de pel·lícules personals, Beryl Productions International Ltd ha produït anuncis publicitaris per als mercats del Regne Unit, EUA, Mèxic i Canadà. Són clients seus Charmin, (que a la revista de la indústria estatunidenca de 2010, Adweek, va posar l'ós Charmin com un dels les 10 principals icones publicitàries de la dècada), Whiskas, i United Airlines. Gairebé tots aquests anuncis tenen l'estil de dibuix característic de Quinn i es van animar a mà en paper. Quinn ha estat honrada amb retrospectives del seu treball a tot el món, com ara Roma, Rio de Janeiro, Nova York, Stuttgart, Zagreb, Hiroshima, Toronto, Montreal, Göteborg, Bradford, Còrdova, Tampere, Ottawa, Londres, València, Taiwan, i Moscou.
El 2008, el seu treball es va mostrar en una exposició anomenada 'Drawings that Move', comissariada per Michael Harvey al National Media Museum de Bradford, Anglaterra. Aquesta exposició ha viatjat des de llavors a València, Ljubljana, , Teplice, i Amarante a Portugal.
Quinn ha rebut un títol honorari de doctor en arts per la Universitat de Wolverhampton, un títol honorari de doctor en arts de la Middlesex University, una beca de la Universitat de Gal·les i ha estat nomenat membre honorífic del Royal College of Art, Londres Es va convertir en membre de l'Acadèmia de les Arts i les Ciències Cinematogràfiques el 2017.

## Premis
Quinn ha guanyat més d'un centenar de premis internacionals, inclosos 2 premis Emmy, 4 premis BAFTA i premis del jurat en tots els festivals d'animació més importants. Dues de les seves pel·lícules, Famous Fred (1997) i Affairs of the Art (2021), han rebut nominacions als Premis Oscar. Aquesta darrera pel·lícula ja ha va guanyar nombrosos premis internacionals, com ara 6 premis del públic, 2 grans premis i premis a la millor comèdia, millor director, millor pel·lícula britànica i millor europea. El 1996 Quinn va ser convidada al Palau de Buckingham i va rebre el Premi Internacional d'Art Leonardo da Vinci. El 2006 la seva pel·lícula Dreams and Desires va guanyar el Gran Premi al Festival Mundial de Cinema d'Animació - Animafest Zagreb. El 2014 , va ser guardonada amb el premi ASIFA. El 2021 va rebre el Crystal Pegasus, un premi per a tota una vida, al Animator Festival de 2021 a Poznań.

## Filmografia
- Girls Night Out (1987)
- Body Beautiful (1990)
- Elles (1992)
- Britannia (1993)
- Famous Fred (1996)
- The Wife of Bath - The Canterbury Tales (1998)
- Dreams and Desires – Family Ties (2006)
- Affairs of the Art (2021)[25]